# Monoossigenasi aspecifica
La monoossigenasi aspecifica è un enzima appartenente alla classe delle ossidoreduttasi, che catalizza la seguente reazione:
RH + flavoproteina ridotta + O2 ⇄ ROH + flavoproteina ossidata + H2O
Si tratta di un gruppo di proteine eme-tiolate (P-450) che agiscono su un ampio spettro di substrati, tra cui molti xenobiotici, steroidi, acidi grassi, vitamine e prostaglandine. Le reazioni catalizzate includono idrossilazione, epossidazione, N-ossidazione, sulfoossidazione, deamminazione, N-, S- e O-dealchilazioni. 
Insieme alla NADPH-emoproteina reduttasi (numero EC 1.6.2.4), essa forma un sistema in cui due equivalenti di riduzione sono forniti da NADPH. Alcune delle reazioni attribuite alla alcano 1-monoossigenasi (numero EC 1.14.15.3 sono in realtà catalizzate dalla monoossigenasi aspecifica.